# Dorothée de Danemark (1520-1580)
 (mai 2023).
Si vous disposez d'ouvrages ou d'articles de référence ou si vous connaissez des sites web de qualité traitant du thème abordé ici, merci de compléter l'article en donnant les références utiles à sa vérifiabilité et en les liant à la section « Notes et références ».
Titre
Électrice consort palatine
16 mars 1544 – 26 février 1556
(11 ans, 11 mois et 10 jours)
Dorothée de Danemark (en danois : Dorothea af Danmark, Norge og Sverige) né le 10 novembre 1520 à Copenhague (union de Kalmar) et morte le 31 mai 1580 à Neumarkt in der Oberpfalz (Palatinat du Rhin), est une princesse de l'union de Kalmar devenue par son mariage électrice consort palatine.

## Biographie

### Famille

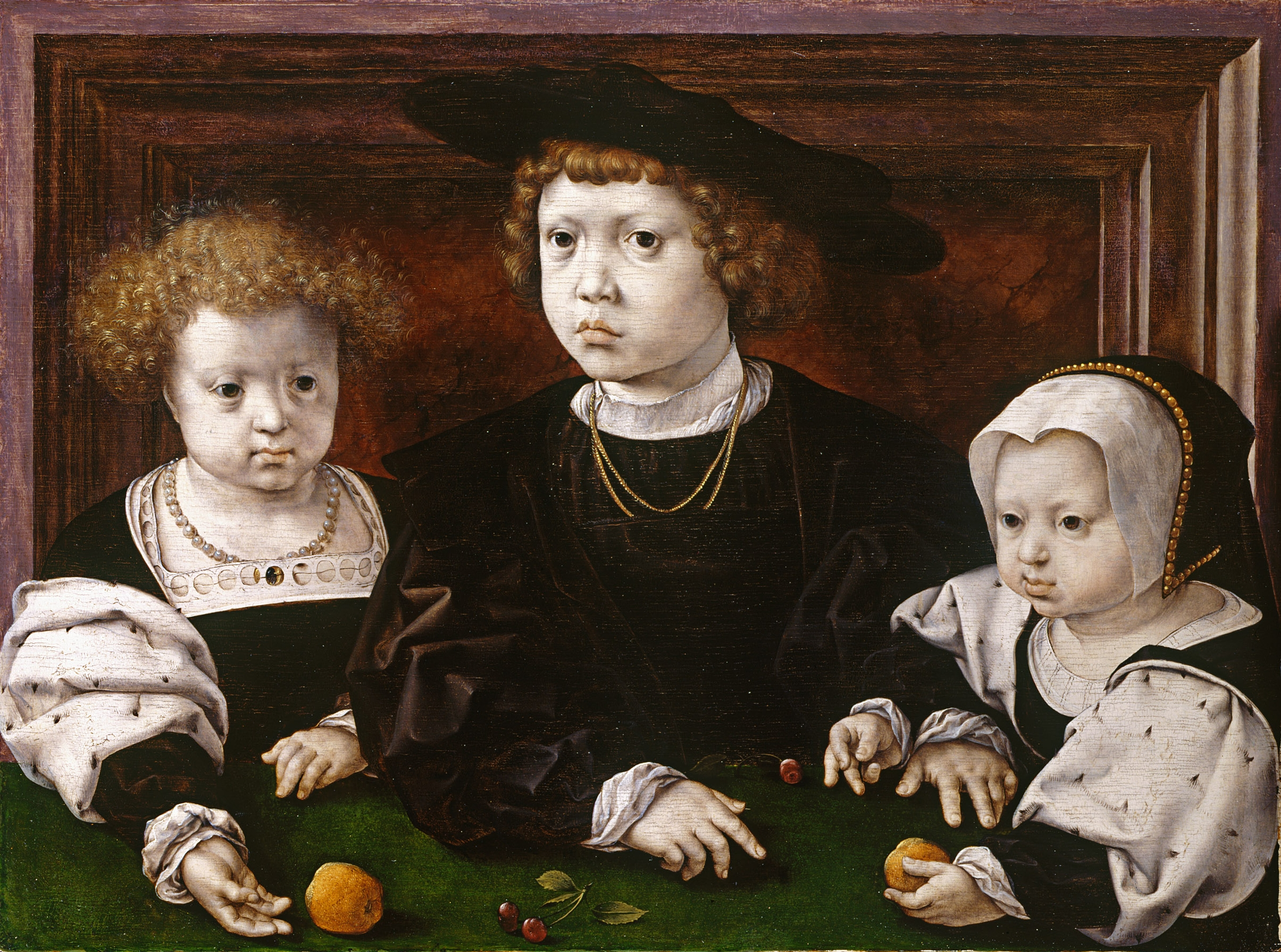
Les trois enfants du roi Christian II : Dorothée, Jean et Christine, par Jan Mabuse (1526).

Née le 10 novembre 1520, la princesse Dorothée est le quatrième enfant du roi Christian II de Danemark et de son épouse, Isabelle d'Autriche. Aînée des filles du couple, elle est la nièce de Charles Quint.
Le roi Christian ayant été chassé de son trône en 1523, la famille royale se réfugie dans les Flandres, pays d'origine de la reine Isabelle. Celle-ci meurt en 1526 à l'âge de 25 ans. Le roi Christian est alors en résidence surveillée au Danemark après une tentative malheureuse pour reprendre sa couronne.

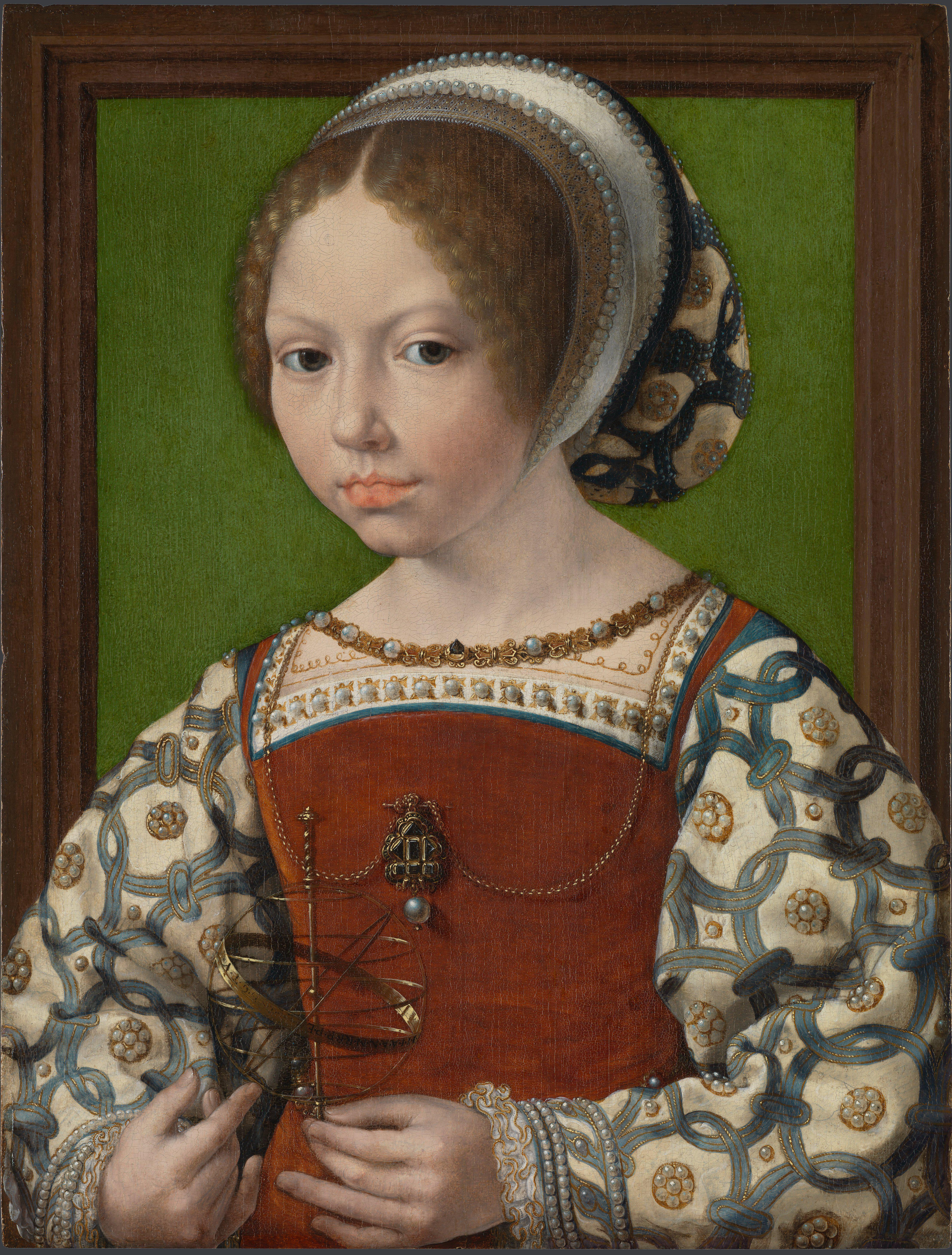
Portrait d'une jeune princesse (peut-être Dorothée du Danemark), par Jan Gossaert (vers 1530).

La princesse Dorothée, son frère le prince héritier Jean et sa sœur Christine sont élevés dans les Flandres par leur grand-tante Marguerite d'Autriche puis à la mort de celle-ci en 1530 par leur tante Marie de Hongrie. Ces deux princesses étant nommées régente des Pays-Bas par leur neveu et frère, l'empereur Charles Quint.

### Mariage
Le 29 septembre 1535, elle épouse à Heidelberg Frédéric II, électeur du Palatinat, le plus important des souverains allemands après l'empereur. Le promis a 53 ans et elle 15. Leur union qui durera plus de vingt ans restera sans postérité. L'électeur meurt en 1556 laissant le trône à son neveu Othon-Henri qui s'est converti à la Réforme.

## Armoiries
Accollé de Bavière et de Danemark.